# A.W.P. Angenent
Albertus Wilhelmus Petrus Angenent (Hilversum, 17 maart 1895 – aldaar, 4 oktober 1952) was een Nederlands verzetsstrijder, journalist en marinier. Angenent was ook bekend onder zijn pseudoniem Albert Chambon, Chambon was de familienaam van zijn moeder.
Hij richtte in 1921 het Comité 'Onze Marine' op, een particuliere instelling ter bevordering van betere relaties tussen volk en zeemacht. Nadat het Comité in de Tweede Wereldoorlog door de Duitse bezetter was verboden, werd ondergronds verder gewerkt. Tussen begin 1942 en mei 1945 werd tweemaal per maand de Heldersche Post uitgebracht, teneinde contact met de leden van het Comité 'Onze Marine' te houden.
A. W. P Angenent was betrokken als voorzitter en schreef en redigeerde de meeste artikelen. Daarnaast was hij in de illegale pers actief bij het blad De Vrije Gooi- en Eemlander, een blad dat tussen september 1944 en mei 1945 verscheen te Hilversum. Hier werkte hij samen met M. van Wees, Gabriël Smit, J. F. Haccoû, J. van den Brakel en de drukker Joop Oudenaller.
A. W. P. Angenent werd daarnaast bekend als schrijver van maritieme werken. Hij was ridder in de Orde van Oranje-Nassau.
Angenent overleed in 1952 en werd 57 jaar oud.